# Jadwiga Podgórska
Jadwiga Podgórska (ur. 14 listopada 1885 w Warszawie, zm. 18 sierpnia 1948 tamże) – polska chemiczka, doktor filozofii, pracowniczka Państwowego Zakładu Higieny.

## Życiorys
Jadwiga Podgórska ukończyła gimnazjum w Moskwie, gdzie mieszkali jej rodzice (ojciec zmarł tam w 1904, a matka – w 1911 roku). W Moskwie należała do „Zet”. Studiowała chemię na Wydziale Filozoficznym Uniwersytetu Jagiellońskiego. Po ukończeniu studiów w 1914 roku pracowała w latach 1916–1919 jako asystentka prof. Karola Dziewońskiego na tymże uniwersytecie, gdzie w 1917 roku obroniła pracę doktorską pt. O budowie dekacyklenu pod kierunkiem prof. Dziewońskiego. Dekacyklen przez wiele lat uchodził za związek chemiczny o najwyższej, procentowej zawartości węgla w cząsteczce. Od 15 września 1919 roku prawie do śmierci pracowała w Państwowym Zakładzie Higieny na stanowisku adiunkta. Okresowo wyjeżdżała do Wilna pełnić tam obowiązki kierownika oddziału badania żywności filii PZH (m.in. w 1935 roku).

## Niektóre publikacje
- O proszkach do pieczenia, Farmacja Współczesna, 6, Warszawa 1935
- Uwagi w sprawie kontroli proszków do pieczenia ciasta, Zdrowie Publiczne, 10, Warszawa 1935
- Miody polskie pod względem chemicznym, Archiwum Chemji i Farmacji, tom IV, zeszyt I, s. 23, Warszawa 1939
- Skład chemiczny surogatów kawy
- Przemiały mąki.

## Działalność niepodległościowa
Od 1914 roku, mieszkając wtedy przy ul. Niecałej 12 w Lublinie wytwarzała materiały wybuchowe dla członków POW. Później, w czasie I wojny światowej pracowała jako sanitariuszka. W czasie wojny polsko-ukraińskiej, będąc członkinią Ochotniczej Legii Kobiet uczestniczyła w obronie Lwowa do końca marca 1919 roku.
W czasie okupacji niosła pomoc polskiemu podziemiu, za co została aresztowana w 1943 roku i umieszczona w więzieniu niemieckiej żandarmerii.

## Odznaczenia
- Krzyż Niepodległości – odmówiła przyjęcia krzyża w związku z organizowaniem w tym czasie miejsca odosobnienia w Berezie Kartuskiej
- Brązowy Medal za Długoletnią Służbę – 5 maja 1938 roku.

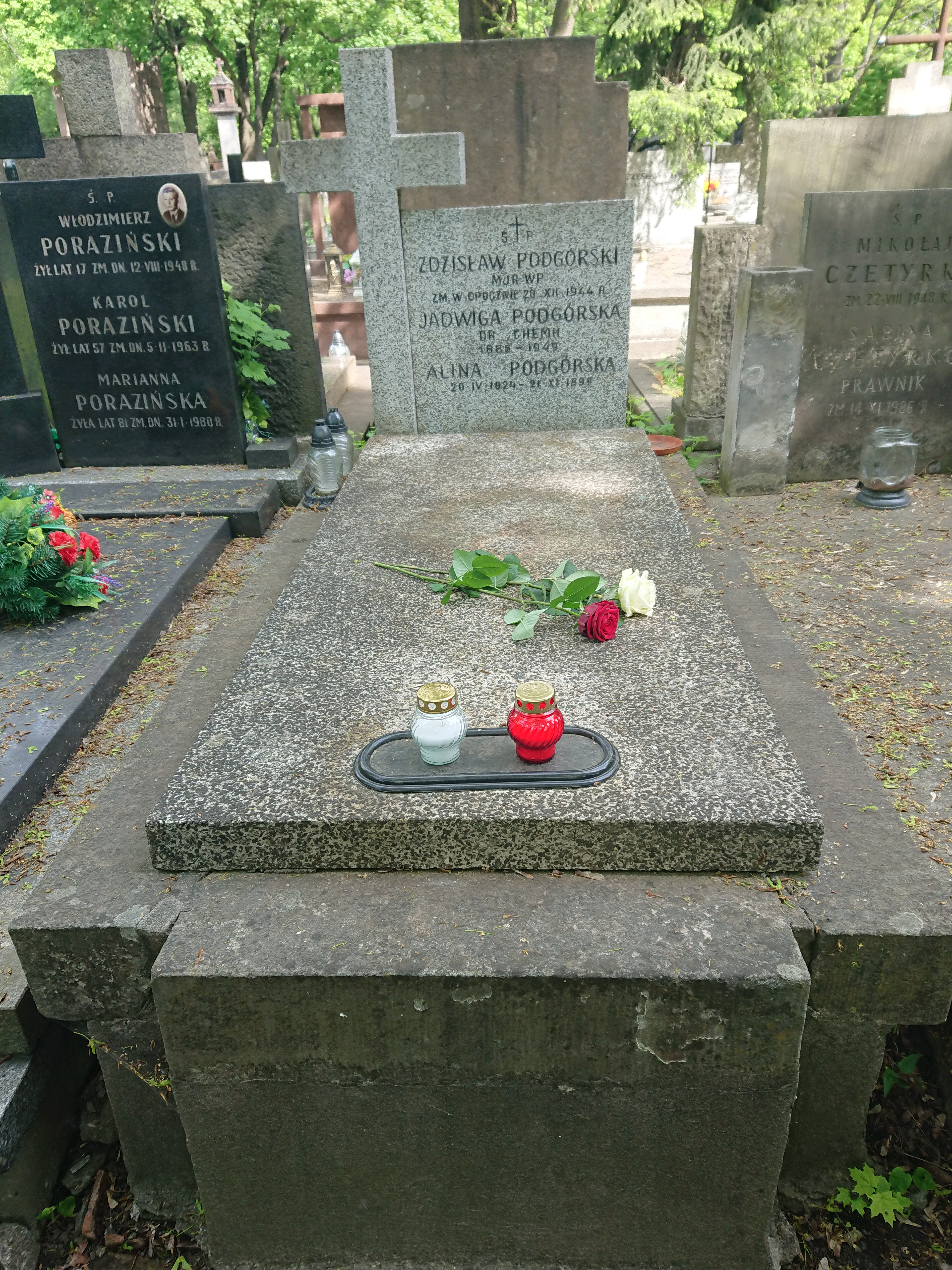
Grób Jadwigi Podgórskiej. W tymże grobie leży również jej brat Zdzisław Podgórski i jego córka Alina.

## Życie prywatne
Jadwiga Podgórska była córką notariusza Ignacego Podgórskiego (1847–1904) i pisarki Wandy Podgórskiej z domu Turskiej (1859–1911). Była siostrą:
- Przemysława Podgórskiego – inżyniera, działacza niepodległościowego
- Janiny – pierwszej polskiej adwokatki, późniejszej żony Stanisława Jurkiewicza, ministra w kilku rządach II RP.
- Zbigniewa Szczęsnego Gracjana Podgórskiego (1882– po 1935) – sędziego pokoju Sądu Okręgowego w Warszawie
- Mieczysława Podgórskiego (1884–1917) – lekarza[1]
- Zdzisława Podgórskiego (1888–1944) – majora Wojska Polskiego (II RP)
- Witolda Klemensa Michała Podgórskiego (1890–1962) – porucznika Wojska Polskiego (II RP)
- Zofii Podgórskiej (1894–1894).

Nie założyła rodziny, w dwudziestoleciu międzywojennym mieszkała w Warszawie przy ul. Stalowej 18. Została pochowana na cmentarzu Powązkowskim (kwatera 241, rząd IV, miejsce 11).
Rodzicami chrzestnymi Jadwigi byli Maria Konopnicka (wnuczka brata jej pradziadka) i Andrzej Strug. Ona była matką chrzestną Marii Piskorskiej.